# ГЕС Jīngnán
ГЕС Jīngnán (京南水电站) — гідроелектростанція на півдні Китаю у провінції Гуансі. Знаходячись між ГЕС Jīnniúpíng (вище по течії) та ГЕС Wàngcūn, входить до складу каскаду на річці Guijiang, яка впадає ліворуч до основної течії річкової системи Сіцзян (завершується в затоці Південно-Китайського моря між Гуанчжоу та Гонконгом) на межі ділянок Xun та Сі.
В межах проекту річку перекрили бетонною гравітаційною греблею висотою 34 метра та довжиною 443 метра. Вона утримує витягнуте на 24,5 км водосховище з площею поверхні 11,6 км2 та об'ємом 243 млн м3, в якому припустиме коливання рівня у операційному режимі між позначками 29,1 та 30,1 метра НРМ (під час повені рівень може зростати до 38,1 метра НРМ).
Інтегрований у греблю машинний зал обладнали двома бульбовими турбінами потужністю по 34,5 МВт, які використовують напір у 11,6 метра та забезпечують виробництво 288 млн кВт-год електроенергії на рік.
Спорудження станції потребувало 265 тис. м3 бетону, а також виїмки 1,6 млн м3 і відсипки 0,76 млн м3 породи.